# No, No, No (bài hát của Destiny's Child)
"No No No" (Tiếng Việt: "Không Không Không") là một ca khúc R&B được trình bày bởi nhóm nhạc người Mỹ Destiny's Child trích từ album đầu tay của họ Destiny's Child (1998). Ca khúc đồng thời còn nằm trong những ca khúc tặng kèm trích từ album đầu tay của Wyclef Jean, The Carnival (1997). Ca khúc được sản xuất bởi Vincent Herbert, Rob Fusari và Wyclef Jean. Đồng thời, "No No No" nhận rất nhiều lời đánh giá tích cực từ các nhà phê bình âm nhạc. Hai phiên bản, đầu tiên là bản gốc (Phần 1) cùng bản hòa âm lại trình diễn cùng Wyclef Jean (Phần 2) đều đã được phát hành với tư cách là đĩa đơn đầu tay của nhóm và đều đứng đầu các bảng xếp hạng tại Mĩ, nơi đĩa đơn đã được chứng nhận đĩa Bạch kim. Trong bản hòa âm lại, ca khúc sử dụng mẫu nhạc của The Love Unlimited Orchestra là "Strange Games and Things."

## Trình diễn
- Giọng nữ chính: Beyoncé Knowles (2 điệp khúc, 1 đoạn nghỉ), Kelly Rowland (giọng nền 2 điệp khúc)
- Giọng nền: Kelly Rowland, LeToya Luckett và LaTavia Roberson

## Video ca nhạc

Destiny's Child trong video ca nhạc của "No, No, No" (Phần I).

Video ca nhạc của "Phần 2" được đạo diễn bởi Darren Grant. Video mở đầu với cảnh Wyclef Jean đánh chiếc guitar của anh để nhóm Destiny's Child hát. Anh chợt dừng lại, nói với nhóm "Tất cả những gì ta cần trong bài hát này là phải cho những nhịp điệu sôi động vào ca khúc." Sau đó Jeans xuất hiện với một cánh cửa đằng sau, cửa mở ra sau đó là màn trình diễn của nhóm cùng các vũ công nam.
Năm 1998, video của "Phần 1" được phát hành, đồng thời được đạo diễn bởi Darren Grant. Video này chủ yếu chiếu cảnh nhóm trình diễn trong một hộp đêm.
Video ca nhạc của Phần 2 được nằm trong tuyển tập video mang tên The Platinum's on the Wall và bộ đĩa đôi #1's. Phần 1 của video đồng thời cũng được nằm trong tuyển tập The Platinum's on the Wall và xuất hiện trong video kèm theo trong album The Writing's on the Wall phiên bản Úc.

## Quảng bá và thành công trên bảng xếp hạng
Ca khúc xuất hiện đầu tiên trên bảng xếp hang UK Singles Chart với vị trí thứ năm vào ngày 28 tháng 3 năm 1998, và dành trọn tám tuần trong Top 75.
Ca khúc đã tổng cộng bán 146,000 bản tại Anh và 1 triệu bản toàn thế giới.
Năm 1998, ca khúc thắng hai giải Soul Train Lady of Soul Awards cho "Đĩa đơn R&B/Soul Xuất sắc nhất của một Nhóm, Ban Nhạc, hoặc Cặp" và "Ca khúc R&B/Soul Xuất sắc hoặc nghệ sĩ Rap mới Xuất sắc."

## Danh sách ca khúc

### Đĩa đơn tại Mĩ
Đĩa đơn CD 38K 78618
1. "No No No" (Phần 2) (cùng Wyclef Jean) - 3:30
2. "No No No" (Phần 1) - 3:59
3. "No No No" (Phần 2 Không Rap) - 3:05

Đĩa 12-inch
Mặt A
1. "No No No" (Phần 2) (cùng Wyclef Jean)
2. "No No No" (Phần 1)
3. "No No No" (Phần 2 Không Rap)

Mặt B
1. "No No No" (Phần 2 Acapella) (cùng Wyclef Jean)
2. "No No No" (Phần 2 Instrumental)
3. "No No No" (Phần 1 Instrumental)

### Đĩa đơn của Anh
Đĩa 12-inch quảng bá
Mặt A
1. "No No No" (Phần 2) (cùng Wyclef Jean) - 3:30
2. "No No No" (Phần 1) - 4:08

Mặt B
1. "No No No" (Funki Dred Mix) (cùng MCD) - 3:59
2. "No No No" (Funki Dred Mix) - 4:19

Đĩa 12-inch Camdino Soul Remix
Mặt A
1. "No No No" (Camdino Soul Remix)

Mặt B
1. "No No No" (Camdino Soul Remix Instrumental)

Đĩa 12-inch
Mặt A
1. "No No No" (Phần 2) (cùng Wyclef Jean) - 3:27
2. "No No No" (Phần 1) - 4:08
3. "No No No" (Phần 2 Không Rap) - 3:05

Mặt B
1. "No No No" (Funki Dred Remix) (cùng Wyclef Jean) - 3:59
2. "No No No" (Funki Dred Remix) (cùng MCD) - 3:59
3. "No No No" (Camdino Soul Extended Remix) - 6:31

Đĩa đơn CD Phần 1
1. "No No No" (Phần 2) (cùng Wyclef Jean) - 3:27
2. "No No No" (Phần 1) - 4:08
3. "No No No" (Phần 2) (Không Rap) - 3:05
4. "Second Nature"

Đĩa đơn Phần 2
1. "No No No" (Phần 2) (cùng Wyclef Jean) - 3:27
2. "Second Nature"
3. "You're The Only One"

Đĩa CD Quảng bá XPCD 966
1. "No No No" (Phần 2) (cùng Wyclef Jean) - 3:27
2. "No No No" (Funki Dred Remix) (cùng Wyclef Jean) - 3:59
3. "No No No" (Camdino Soul Radio Edit) - 5:05

### Đĩa đơn châu Âu
Đĩa đơn CD-Maxi COL 665445 2
1. "No No No" (Phần 2) (cùng Wyclef Jean) - 3:27
2. "No No No" (Phần 1) - 4:08
3. "No No No" (Funky Dred Remix 1) (cùng Wyclef Jean) - 3:59
4. "No No No" (Funky Dred Remix 2) (cùng MCD) - 3:59
5. "No No No" (Camdino Soul Extended Remix) - 6:31

Đĩa đơn CD 2
1. "No No No" (Phần 2) (cùng Wyclef Jean) - 3:27
2. "No No No" (Phần 1) - 4:08

## Định dạng vá phát hành
"No, No, No" (Camdino Soul Extended Remix)
"No, No, No" (Camdino Soul Remix)
"No, No, No" (Camdino Soul Remix - Edit)
"No, No, No" (Funki Dread Remix) (cùng Jermaine Dupri)
"No, No, No" (Funki Dread Remix) (cùng MCD)
"No, No, No" (Funki Dread Remix) (cùng Wyclef Jean)
"No, No, No Phần 1" (Acapella)
"No, No, No Phần 1" (Nhạc nền)
"No, No, No Phần 2" (Không Rap)
"No, No, No Phần 2" (Acapella) (cùng Wyclef Jean)
"No, No, No Phần 2" (Instrumental)
"No, No, No Phần 2" (#1's Edit) (cùng Wyclef Jean)

## Bảng xếp hạng
| Bảng xếp hạng (1998)                     | Vị trí |
| ---------------------------------------- | ------ |
| Áo (Ö3 Austria Top 40)                   | 40     |
| Pháp (SNEP)                              | 88     |
| Đức (GfK)                                | 17     |
| New Zealand (Recorded Music NZ)          | 16     |
| Na Uy (VG-lista)                         | 6      |
| Thụy Điển (Sverigetopplistan)            | 15     |
| Thụy Sĩ (Schweizer Hitparade)            | 13     |
| Anh Quốc (OCC)                           | 5      |
| Hoa Kỳ Hot R&B/Hip-Hop Songs (Billboard) | 1      |

| Bảng xếp hạng cuối năm (1998) | Vị trí |
| ----------------------------- | ------ |
| U.S. Billboard Hot 100        | 12     |